# Художня галерея Лідса
Художня галерея Лідса (англ. Leeds Art Gallery) — художня галерея у місті Лідс (Західний Йоркшир, Англія). Заснована 1888 року. 1997 року британський уряд назвав колекцію британського мистецтва ХХ століття галереї «колекцією національного значення». Колекція галереї також включає в себе твори мистецтва XIX століття і більш ранні роботи. 
Галерея знаходиться в тій же будівлі, що і Центральна бібліотека Лідса. У вестибюлі знаходиться мармурова статуя королеви Анни, найстаріша громадянська скульптура Лідса (1712 рік). 

## Галерея

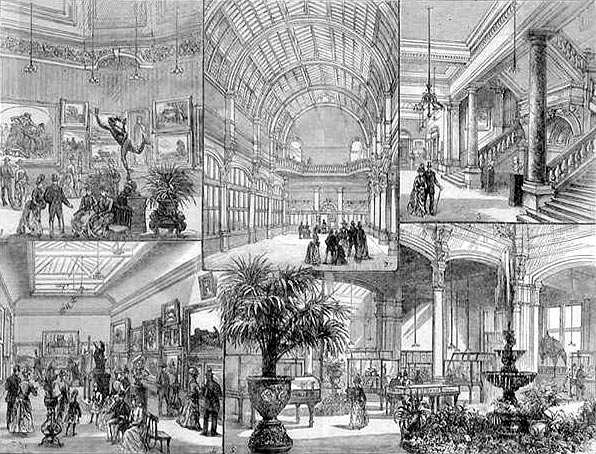
Відкриття міської художньої галереї Лідса 1888 року (Illustrated London News)
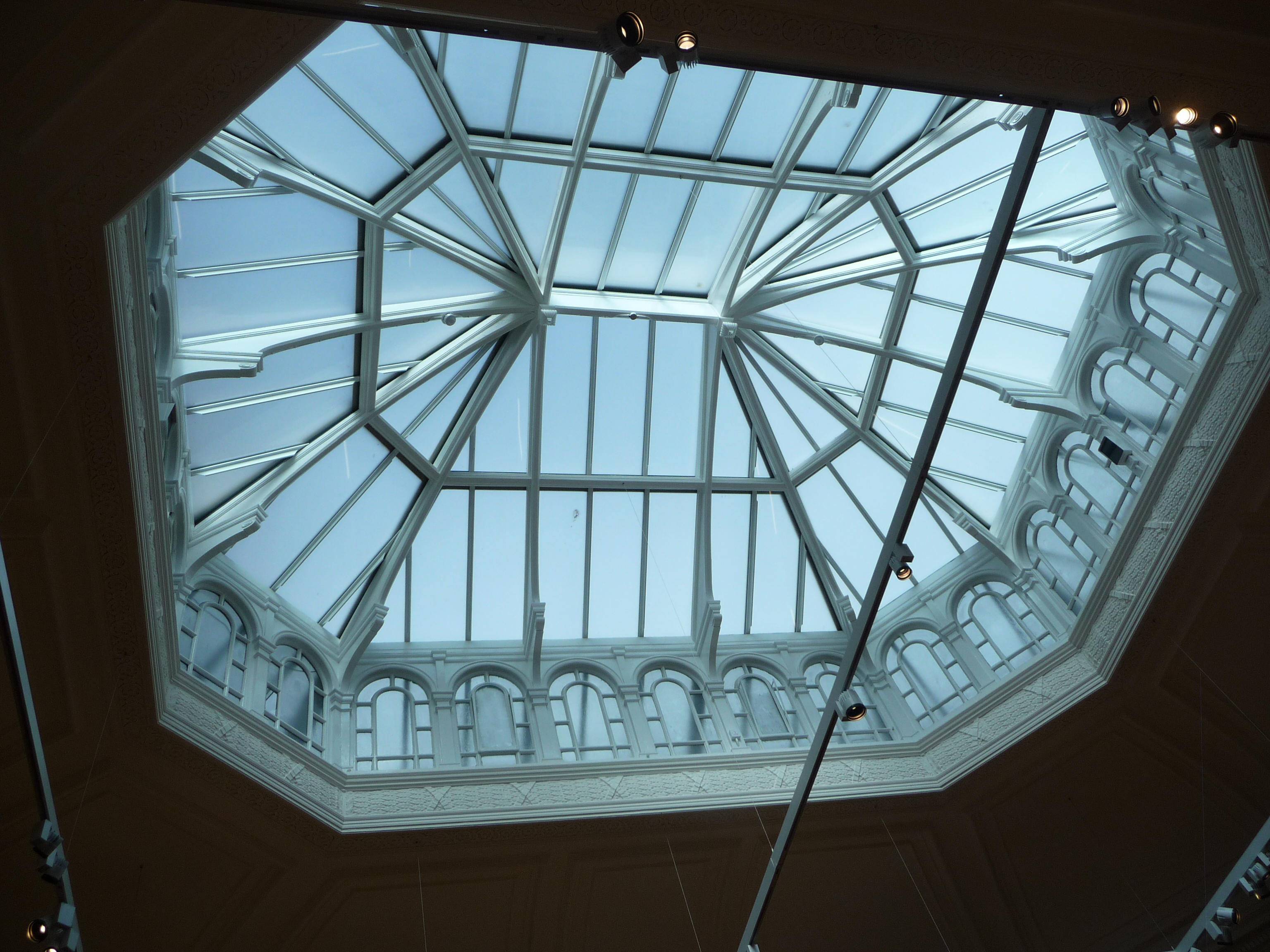
Скляний дах галереї
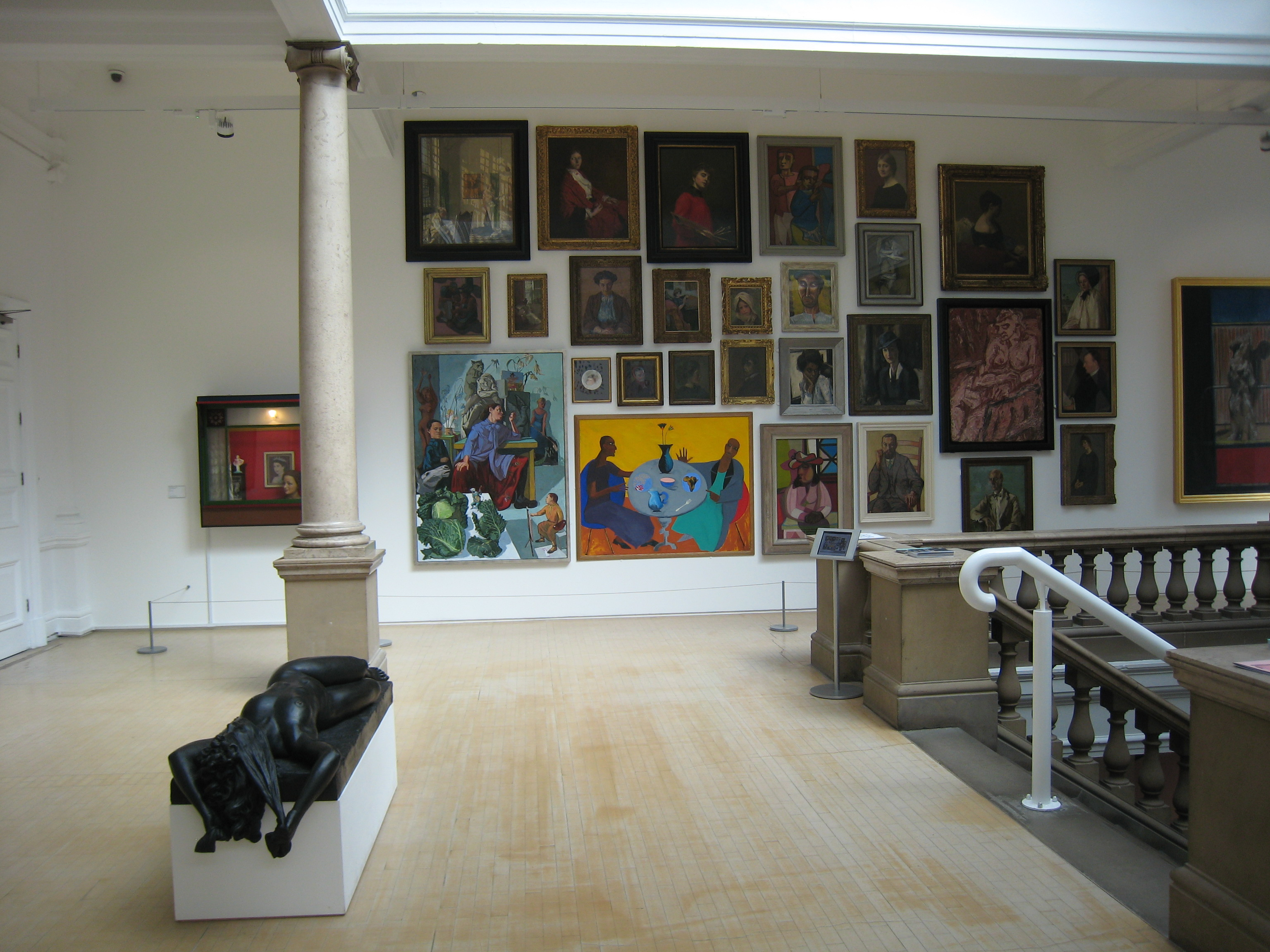
Інтер'єр галереї
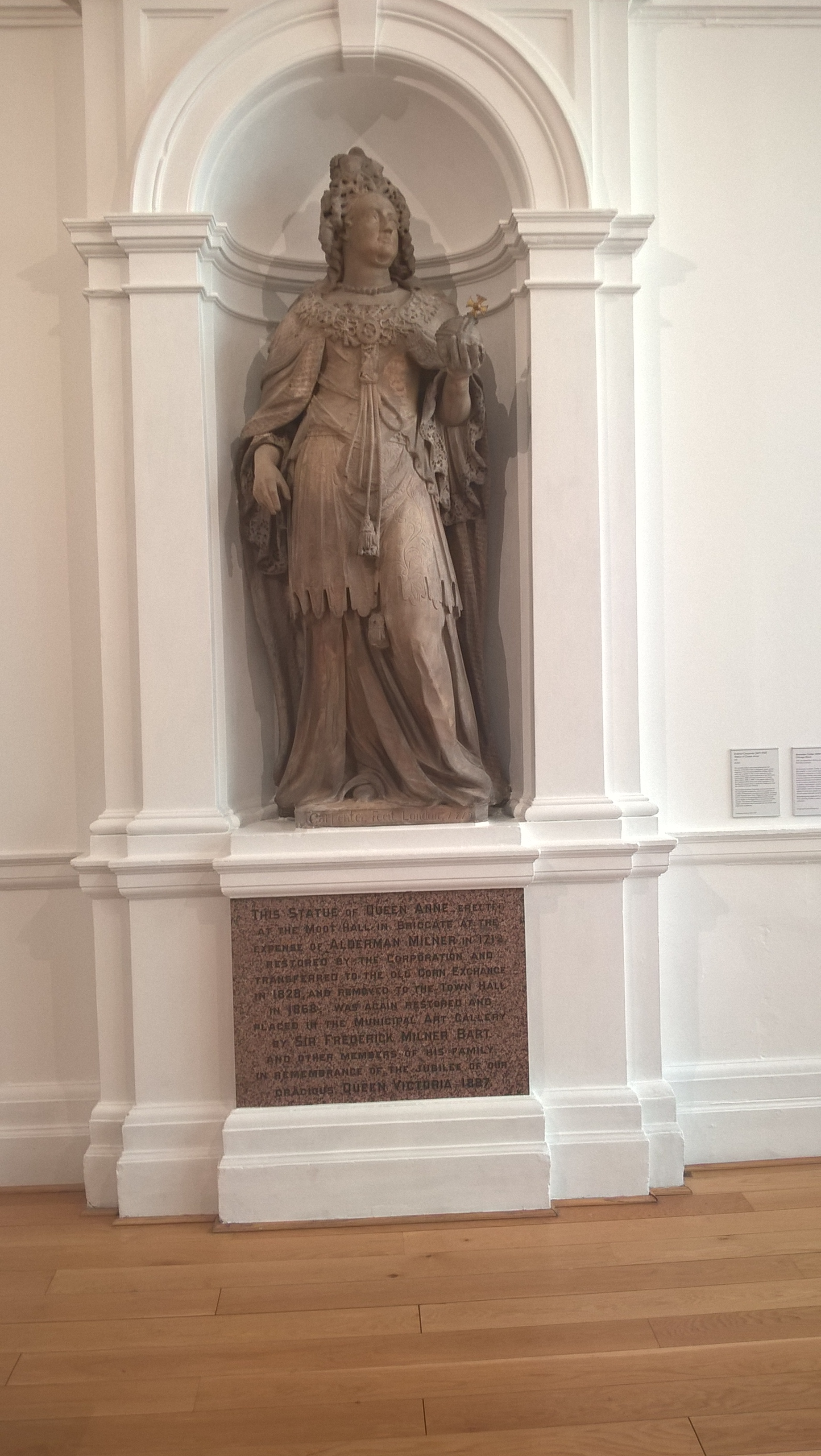
Скульптура королеви Анни
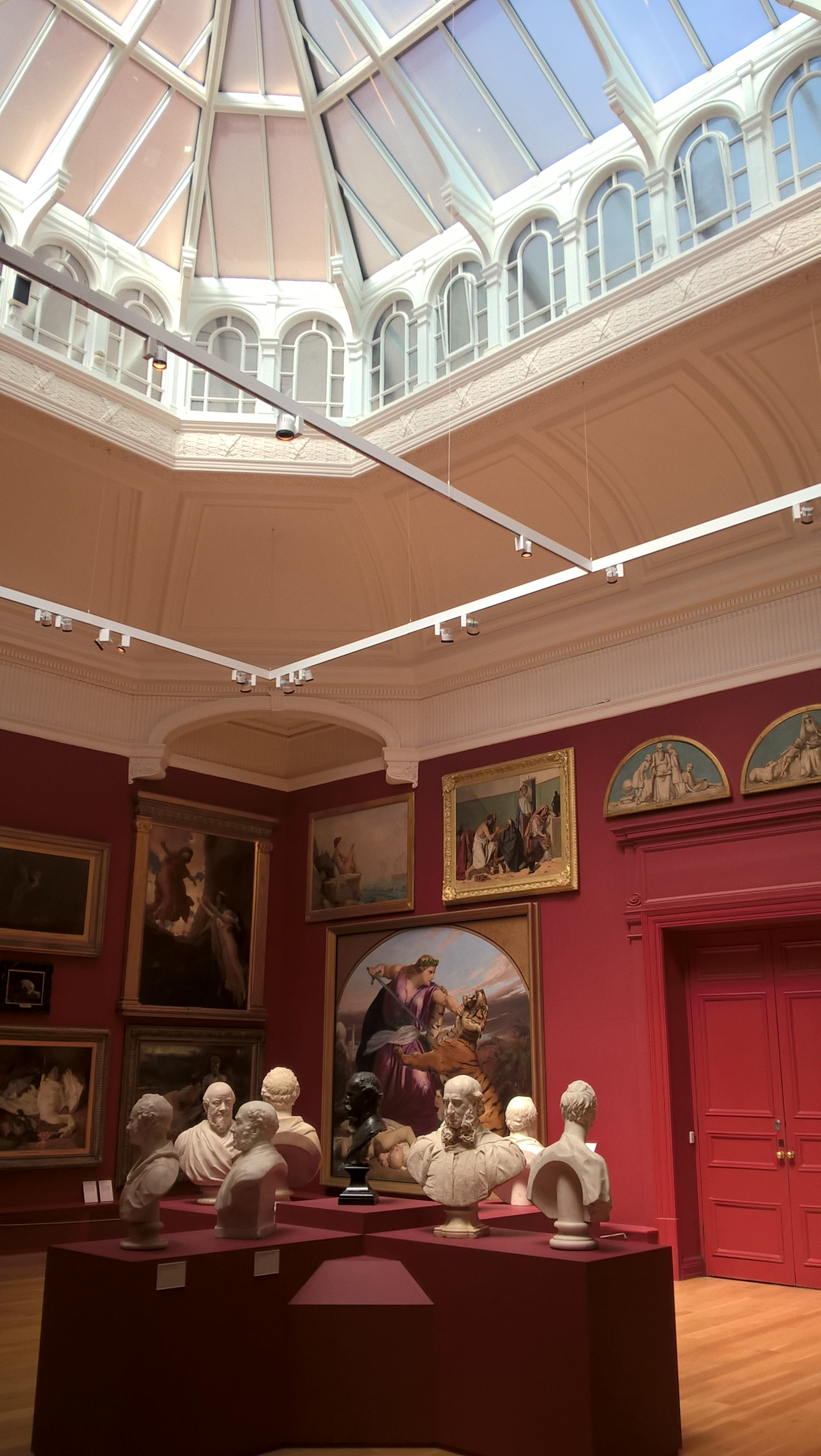
Зала Арнольда і Марджорі Зіфф
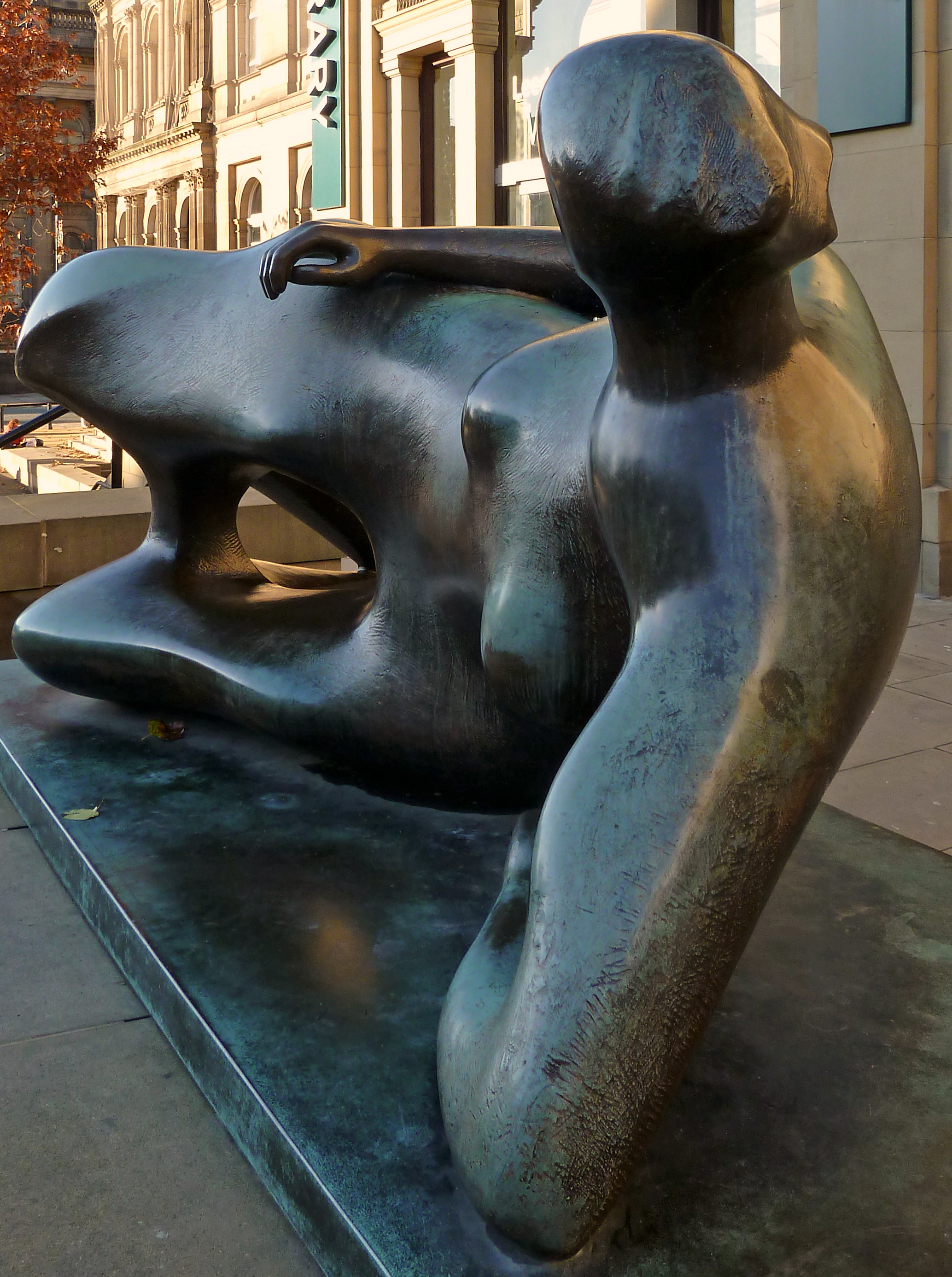
Скульптура «Жінка, що лежить» Генрі Мура біля входу в галерею
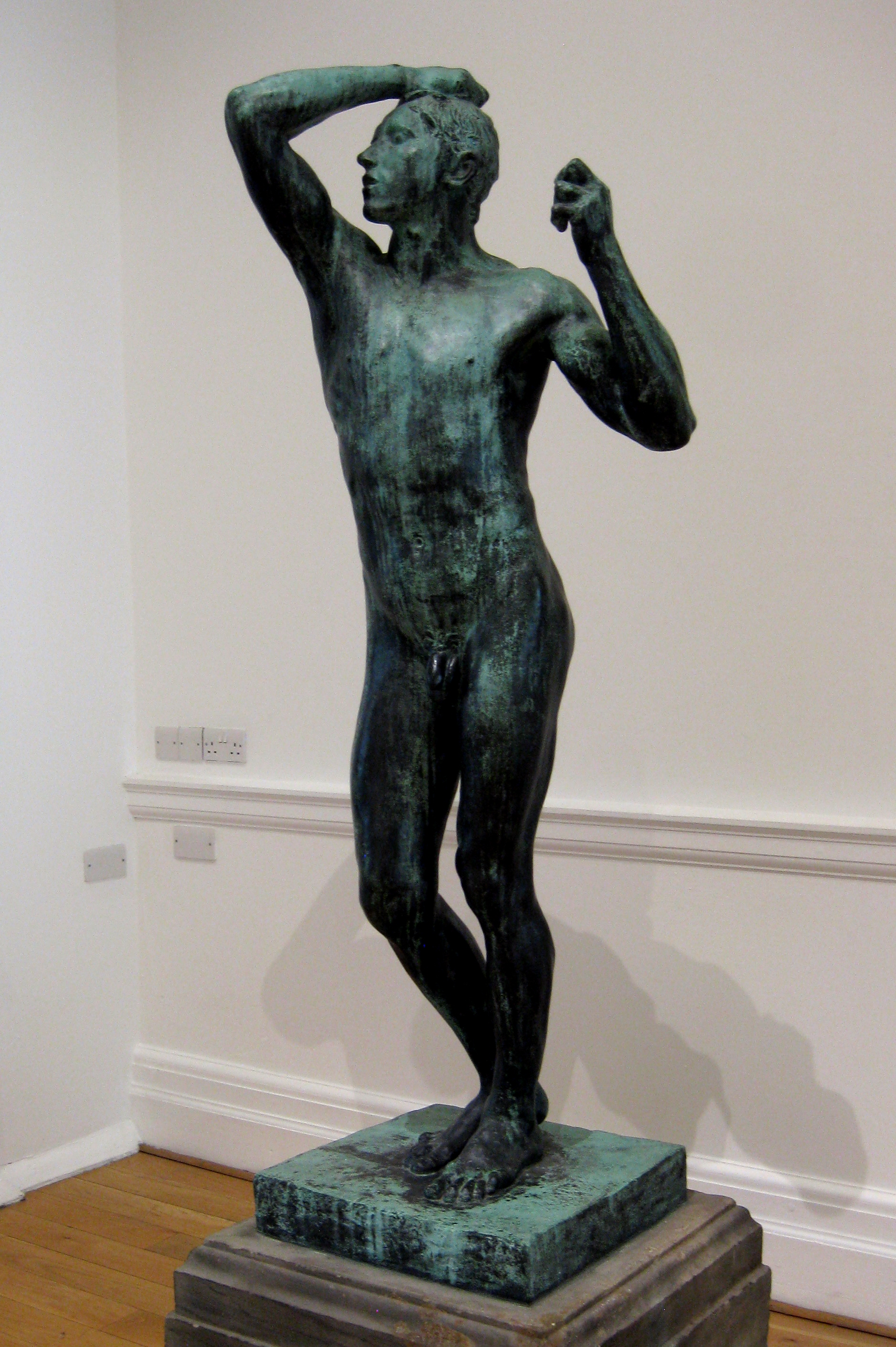
Скульптура «Епоха бронзи» Огюста Родена
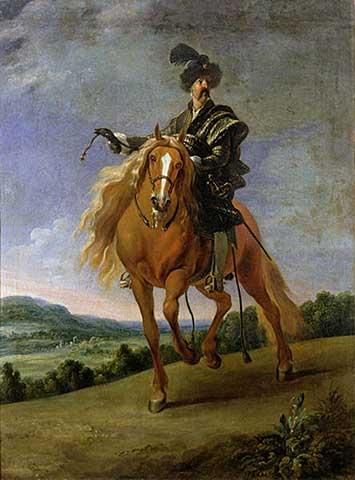
Гонзалес Кокс. «Кінний портрет Яна III Собеського», після 1674
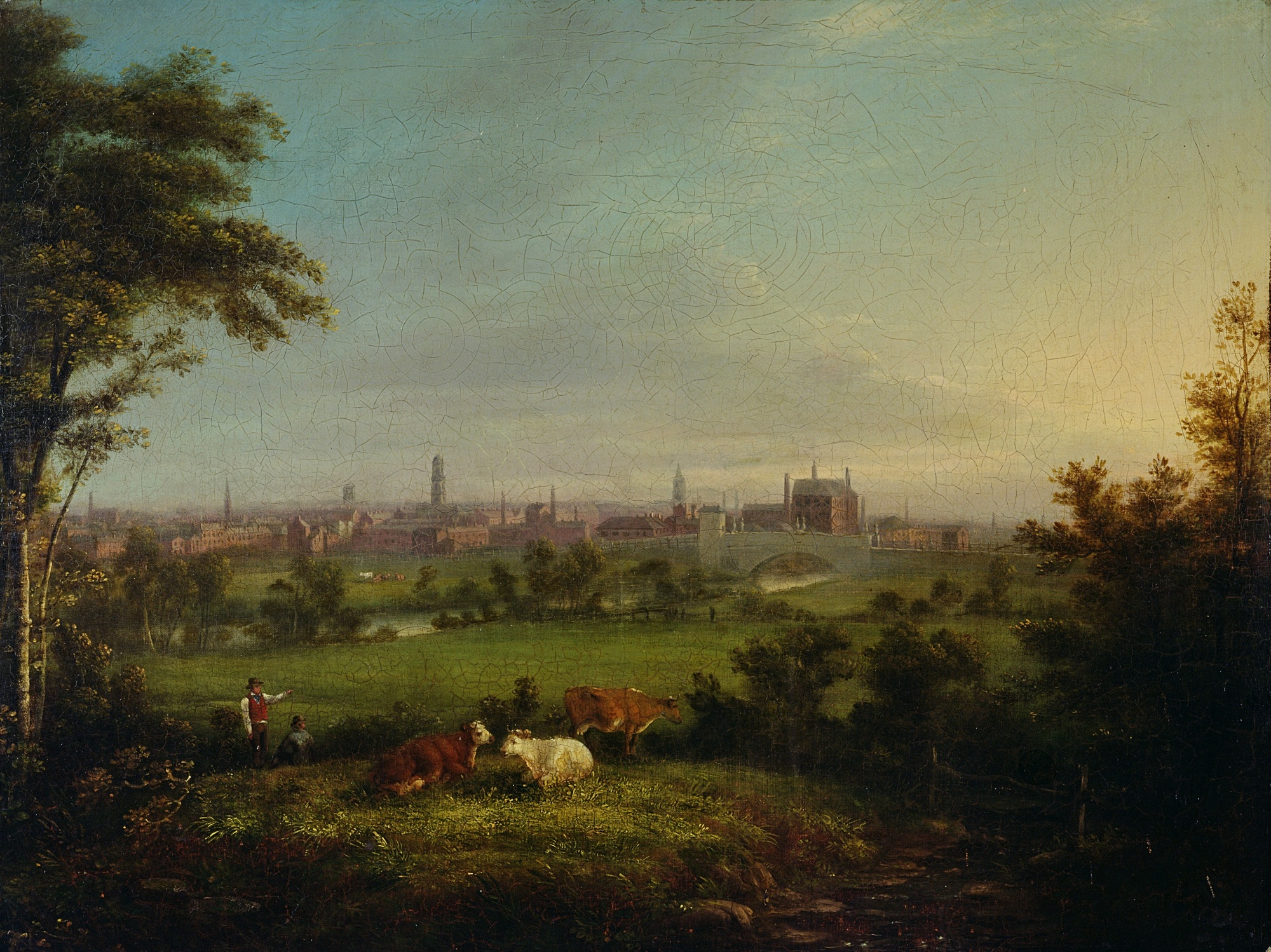
Джозеф Родс. «Лідс», бл.1825
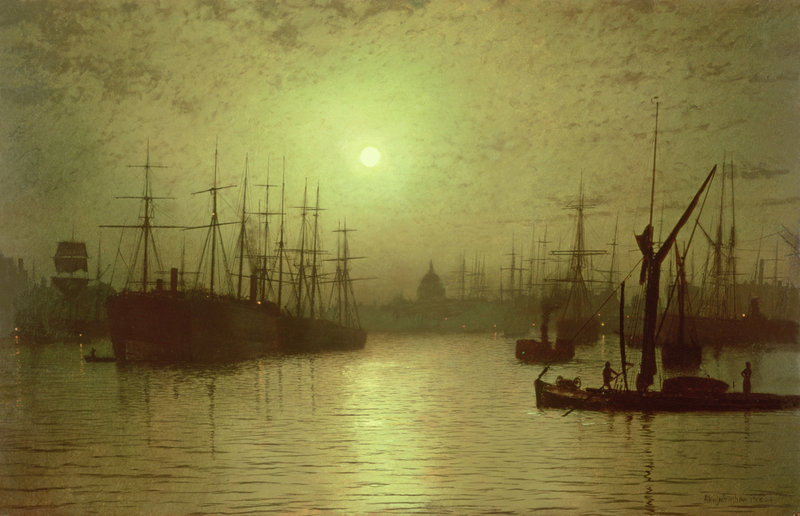
Джон Грімшоу. «Сутінки на Темзі», 1880
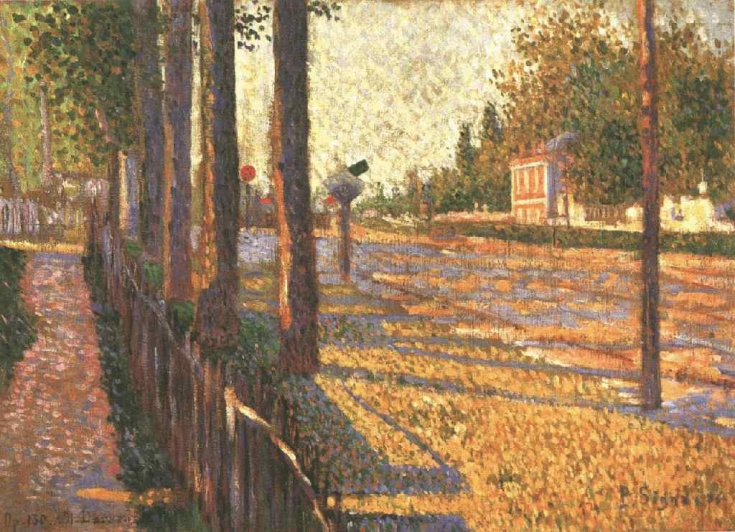
Поль Сіньяк. «Залізничний вузол поблизу Буа-Коломбс», 1886
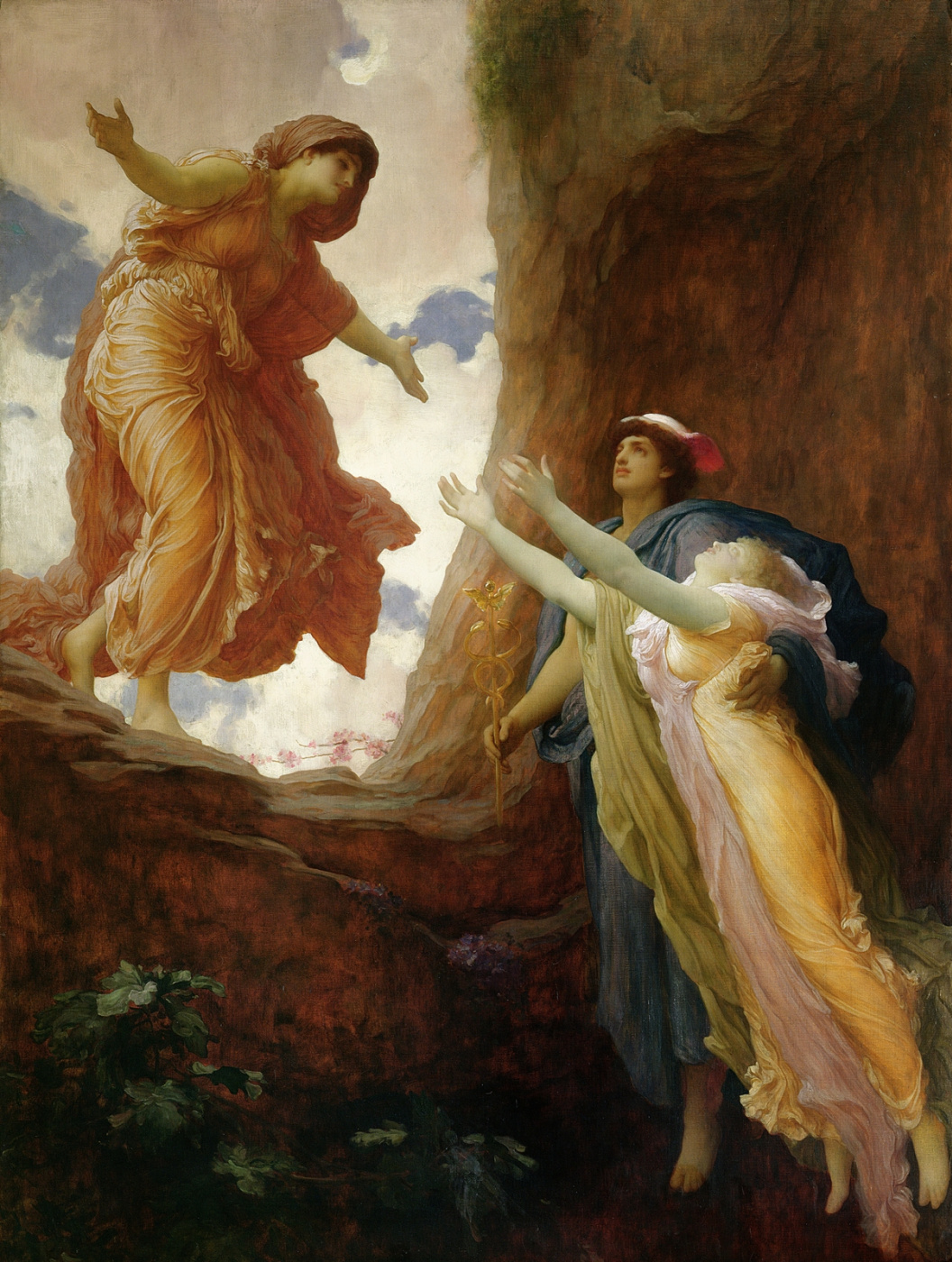
Фредерік Лейтон. «Повернення Персефони», 1891